# Kelly Macdonald
Kelly Macdonald (Glasgow, 1975/1976) é uma atriz escocesa, ganhadora do Emmy Award e do Screen Actors Guild Award.

## Biografia
Macdonald nasceu em Glasgow, Escócia. Sua mãe era uma executiva de vendas da indústria de vestuário. Seus pais se divorciaram quando ela ainda era nova. Ela e seu irmão mais novo foram criados por sua mãe em uma propriedade do conselho na cidade de Newton Mearns. Macdonald estudou na Eastwood High School. Sua família se mudou frequentemente quando ela era criança.
Macdonald saiu de casa quando tinha 17 anos. Fez um curso de estudos modernos quando morou com uma amiga em Glasgow, mas logo deixou as aulas. Macdonald demonstrou o interesse de entrar em uma escola de teatro porém nunca o fez, temendo não ser aceita por causa de sua timidez.[carece de fontes?]

## Carreira
A carreira de Kelly Macdonald começou quando trabalhava como garçonete. Ela viu um folheto que anunciava uma vaga aberta para o elenco de Trainspotting - Sem Limites e decidiu fazer uma audição, com sucesso: ganhou o papel de Diane, a sedução para os menores de Renton. Outros papéis incluem uma repórter em O Guia do Mochileiro das Galáxias e uma atriz fazendo Peter Pan em Em Busca da Terra do Nunca. Ela também teve um papel principal no filme do Britânico Robert Altman, Assassinato em Gosford Park, onde ela interpretou uma empregada doméstica.
Na televisão, seus papéis mais importantes foram em duas novelas da BBC, o seriado de Paul Abbott, State of Play (2003) e o outro papel foi em The Girl in the Café (2005), de Richard Curtis. Ambos foram dirigidos por David Yates, e ambos igualmente foram estrelados por Bill Nighy. Devido ao seu desempenho em The Girl in the Café, Kelly foi nomeada para o Globo de Ouro em 2006, e venceu um Emmy.
Macdonald estrelou em 2005 no filme Nanny McPhee, como a copeira e empregada doméstica Evangeline, e Tristram Shandy: A Cock and Bull Story, onde ela interpreta a namorada do ator Steve Coogan no filme Alter Ego. Em 2007, Kelly estava no elenco do vencedor do Prêmio da Academia de Melhor Filme, Onde os fracos não têm vez dos Irmãos Coen, no qual atuou como a esposa do protagonista do filme. A agente original de Kelly Macdonald não estava certa se ela estava confirmada, e Kelly recebeu um aviso de que teria que "lutar pelo papel". Sua persistência foi paga com uma indicação para um BAFTA como melhor atriz secundária. Em 2008, ela atuou como Dr Paige Marshall, no filme Choke, adaptado por Clark Gregg da novela Choke (2001), de Chuck Palahniuk.
Em 2011, ela participou de Harry Potter e as Relíquias da Morte: parte 2 como Helena Ravenclaw. Já em 2012 participou de seu mais novo trabalho, como Dolly, no filme Anna Karenina, ao lado de Keira Knightley, Jude Law e Aaron Johnson.

## Vida pessoal
Em Agosto de 2003, Kelly se casou com o baixista da banda Travis, Dougie Payne. O casal mora em Londres. Seu filho, Freddie Peter Payne, nasceu em 9 de Março de 2008.

## Filmografia
| Filme     | Filme                                        | Filme                          | Filme |
| Ano       | Filme                                        | Papel                          | Observações |
| --------- | -------------------------------------------- | ------------------------------ | --- |
| 1996      | Trainspotting                                | Diane Coulston                 | Nomeada para o Scottish BAFTA award |
| 1996      | Stella Does Tricks                           | Stella                         | |
| 1997      | Dead Eye Dick                                | Wendy                          | Curta-metragem |
| 1998      | Cousin Bette                                 | Hortense Hulot                 | |
| 1998      | Elizabeth                                    | Lettice Knollys                | |
| 1999      | Splendor                                     | Mike                           | |
| 1999      | Entropy                                      | Pia                            | |
| 1999      | The Loss of Sexual Innocence                 | Susan                          | |
| 1999      | My Life So Far                               | Elspeth Pettigrew              | |
| 2000      | Two Family House                             | Mary O'Neary                   | Nomeada para um Independent Spirit Award |
| 2000      | House!                                       | Linda                          | |
| 2000      | Some Voices                                  | Laura                          | |
| 2001      | Strictly Sinatra                             | Irene                          | |

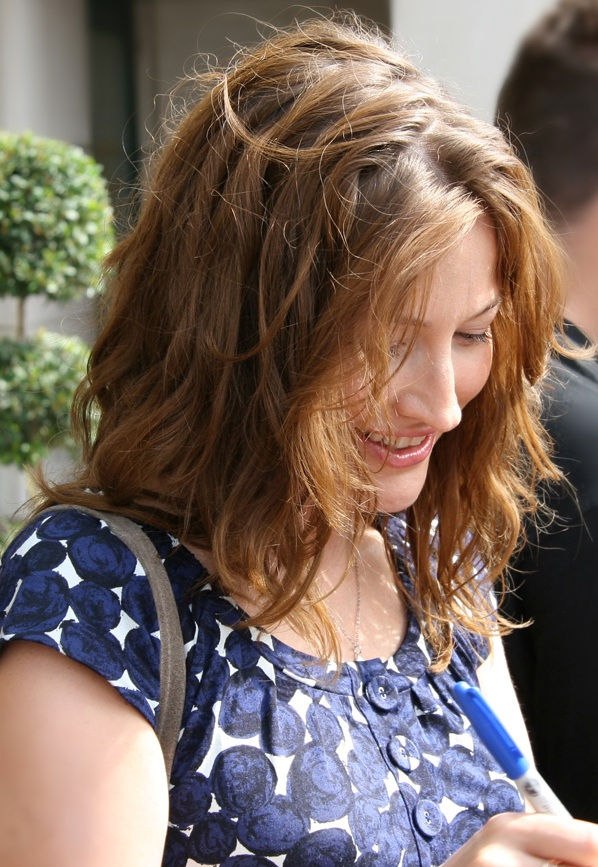
Kelly Macdonald em Toronto, 2007

| 2001      | Assassinato em Gosford Park                  | Mary Maceachran                | Satellite award com todo o elenco Screen Actors Guild Award com todo o elenco Broadcast film award com todo o elenco FFCC award com todo o elenco OFCS award com todo o elenco Nomeada: Empire Award Nomeada: PFCS award com todo o elenco |
| 2003      | Intermission                                 | Deidre                         | |
| 2004      | Finding Neverland                            | Peter Pan                      | |
| 2005      | O Guia do Mochileiro das Galáxias            | Repórter                       | |
| 2005      | All the Invisible Children                   | Mulher de Jonathan             | Segment: Jonathan |
| 2005      | Nanny McPhee                                 | Evangeline                     | |
| 2005      | Lassie                                       | Jeanie                         | |
| 2006      | A Cock and Bull Story                        | Jenny                          | |
| 2007      | Onde Os Fracos Não Tem Vez                   | Carla Jean Moss                | Screen Actors Guild Awards de melhor elenco Nomeada: Globo de Ouro Nomeada: OFCS |
| 2008      | The Merry Gentleman                          | Kate Frazier                   | |
| 2008      | Choke                                        | Paige Marshall                 | Sundance Film Festival Award |
| 2009      | In the Electric Mist                         | Kelly Drummond                 | |
| 2011      | Harry Potter and the Deathly Hallows: Part 2 | Helena Ravenclaw               | |
| 2011      | The Decoy Bride                              | Katie Meaghaid                 | |
| 2012      | Brave (filme)                                | Princesa Merida                | Voz |
| 2012      | Anna Karenina                                | Dolly                          | |
| 2016      | Special Correspondents                       | Claire Maddox                  | |
| 2016      | Swallows and Amazons                         | Mrs. Walker                    | |
| 2016      | The Journey Is the Destination               | Duff                           | |
| 2017      | T2 Trainspotting                             | Diane Coulston                 | |
| 2017      | Goodbye Christopher Robin                    | Olive Rand                     | |
| 2018      | Puzzle                                       | Agnes                          | |
| 2018      | Ralph Breaks the Internet                    | Princesa Merida                | Voz |
| 2018      | Holmes & Watson                              | Sra. Hudson                    | |
| 2019      | Dirt Music                                   | Georgie Jutland                | |
| 2021      | Operation Mincemeat                          | Jean Leslie                    | |
| 2022      | I Came By                                    | Lizzie Nealey                  | |
| 2022      | Typist Artist Pirate King                    | Sandra                         | |
| 2024      | The Radleys                                  | Helen Radley                   | |
| Televisão |                                              |                                | |
| Ano       | Título                                       | Papel                          | Observações |
| 1996      | Flowers of the Forest                        | Amy Ogilvie                    | BBC TV-Movie |
| 1999      | Tube Tales                                   | Emma                           | Segment: Mr Cool |
| 2003      | Brush with Fate                              | Aletta Pieters                 | CBS |
| 2003      | State of Play                                | Della Smith                    | |
| 2005      | Alias                                        | Kiera MacLaine/Meghan Keene    | |
| 2005      | The Girl in the Café                         | Gina                           | BBC Emmy Award Nomeada: Globo de Ouro |
| 2009      | Skellig                                      | Louise                         | |
| 2010 - 14 | Boardwalk Empire                             | Margaret Schroeder             | |
| 2016      | Black Mirror                                 | Karin Parke                    | Série Original Netflix Episódio: Odiados pela Nação |
| 2017      | The Child in Time                            | Julie                          | Filme para tv |
| 2019      | The Victim                                   | Anna Dean                      | Minissérie de televisão |
| 2019      | Giri/Haji                                    | DC Sarah Weitzmann             | Papel principal |
| 2019      | Urban Myths                                  | Margarida, Condessa de Snowdon | Episódio: "Mick e Margaret" |
| 2020      | Truth Seekers                                | Jojo74                         | 2 episódios |
| 2021      | Line of Duty                                 | DCI Joanne Davidson            | Papel principal, Série 6 |
| 2022      | Ten Percent                                  | Ela mesma                      | Episódio #1.1 |
| 2024      | Star Wars: Skeleton Crew                     | Pokkit                         | 2 episódios |
| TBA       | Department Q                                 | Dra. Rachel Irving             | Pós-produção |
| TBA       | Lanterns                                     | Xerife Kerry                   | Filmando |

## Prêmios e nomeações
BAFTA Awards
- 2008: Nomeada, "Best Supporting Actress" - No Country for Old Men

BAFTA Scotland Awards
- 1997: Nomeada, "Best Film Actress" - Trainspotting

Broadcast Film Critics Association Awards
- 2002: "Best Acting Ensemble" - Gosford Park

Emmy Awards
- 2006: "Outstanding Supporting Actress in a Miniseries or a Movie" - The Girl in the Café

Empire Awards
- 2003: Nomeada, "Best British Actress" - Gosford Park

Florida Film Critics Circle Awards
- 2002: "Best Ensemble Cast" - Gosford Park

Golden Globe Awards
- 2006: Nomeada, "Best Performance by an Actress in a Mini-Series or a Motion Picture Made for Television" - The Girl in the Café

Independent Spirit Awards
- 2001: Nomeada, "Best Female Lead" - Two Family House

London Film Critics Circle Awards
- 2008: "British Supporting Actress of the Year" - No Country for Old Men

Online Film Critics Society Awards
- 2002: "Best Ensemble" - Gosford Park
- 2008: Nomeada, "Best Supporting Actress" - No Country for Old Men

Phoenix Film Critics Society Awards
- 2002: Nomeada, "Best Acting Ensemble" - Gosford Park

Satellite Awards
- 2002: "Outstanding Motion Picture Ensemble" - Gosford Park

Screen Actors Guild Awards
- 2002: "Outstanding Performance by the Cast of a Theatrical Motion Picture" - Gosford Park
- 2008: "Outstanding Performance by a Cast in a Motion Picture" - No Country for Old Men

Sundance Film Festival
- 2008: "Special Jury Prize for Best Dramatic Film" - Choke